# Shassiri Nahimana
Shassiri Nahimana (Buyumbura, Burundi, 5 de agosto de 1993) es un futbolista burundés. Juega de centrocampista y su equipo es el Pamba Jiji Football Club de la Liga tanzana de fútbol. Es internacional absoluto por la selección de Burundi desde 2013.

## Selección nacional
Debutó por la selección de Burundi el 7 de julio de 2013 ante Sudán por el Campeonato Africano de Naciones de 2014.
Fue citado a la Copa Africana de Naciones 2019.

### Participaciones en copas
| Copa                                    | Sede      | Resultado      |
| --------------------------------------- | --------- | -------------- |
| Campeonato Africano de Naciones de 2014 | Sudáfrica | Fase de grupos |
| Copa Africana de Naciones 2019          | Egipto    | Fase de grupos |

## Clubes
| Club                     | País              | Año           |
| ------------------------ | ----------------- | ------------- |
| AS Inter Star            | Burundi           | 2012-2014     |
| Vital'O F. C.            | Burundi           | 2014-2016     |
| Rayon Sports F. C.       | Ruanda            | 2016-2018     |
| Nizwa Club               | Omán              | 2018-2019     |
| Al-Mujazzal Club         | Arabia Saudita    | 2019          |
| Al-Entesar Club          | Arabia Saudita    | 2019-2020     |
| Futuro Kings FC          | Guinea Ecuatorial | 2020          |
| Vital'O F. C.            | Burundi           | 2021-2022     |
| Bandari F. C.            | Kenia             | 2023-2024     |
| Pamba Jiji Football Club | Tanzania          | 2025-presente |

## Palmarés

### Títulos nacionales
| Título                      | Club               | País    | Año     |
| --------------------------- | ------------------ | ------- | ------- |
| Primera División de Burundi | Vital'O F. C.      | Burundi | 2014-15 |
| Primera División de Burundi | Vital'O F. C.      | Burundi | 2015-16 |
| Primera División de Ruanda  | Rayon Sports F. C. | Ruanda  | 2016-17 |